# 우버컵
우버컵(Uber Cup) 또는 여자 월드 팀 챔피언십(World Team Championships for Women)은 각국의 여자 국가대표팀이 단체전으로 겨루는 국제 배드민턴 대회이다. 1957년 제1회 대회가 개최된 이래 3년 주기로 열리다가, 1984년 남자 단체전인 토마스 컵과 통합 개최되기 시작하면서 개최 주기가 2년으로 변경되었다. 1950년대 영국의 여자 배드민턴 선수였던 베티 우버가 남자 단체전이 있는 것처럼 여자 단체전도 만들 것을 제안했던 것이 대회의 시초가 되었으며, 이에 그녀의 이름을 따 대회 명칭이 지어지게 되었다. 그녀는 1957년 영국 랜커셔에서 열린 제1회 대회의 드로 작성을 담당하기도 했었다.
우버 컵은 남자 대회인 토마스 컵와 유사한 구성을 갖는다. 지금까지 총 22회의 대회가 개최되었으며, 중화인민공화국이 그 중 11번 우승하여 가장 많은 우승을 기록했다. 인도네시아와 일본이 4회 우승으로 그 뒤를 잇고 있으며, 미국이 3회 우승했다.
2008년 대회는 인도네시아 자카르타에서 개최되었으며, 우승국은 중화인민공화국이었다.

## 역대 대회 결과

### 1957-1981년
| 연도          | 개최국               |            | 결승   | 결승       | 결승 |
| 연도          | 개최국               | 우승       | 스코어 | 준우승     |      |
| ------------- | -------------------- | ---------- | ------ | ---------- | ---- |
| 1957 세부정보 | 랜커셔, 영국         | 미국       | 6–1    | 덴마크     |      |
| 1960 세부정보 | 필라델피아, 미국     | 미국       | 5–2    | 덴마크     |      |
| 1963 세부정보 | 윌밍턴, 미국         | 미국       | 4–3    | 잉글랜드   |      |
| 1966 세부정보 | 웰밍턴, 뉴질랜드     | 일본       | 5–2    | 미국       |      |
| 1969 세부정보 | 도쿄, 일본           | 일본       | 6–1    | 인도네시아 |      |
| 1972 세부정보 | 도쿄, 일본           | 일본       | 6–1    | 인도네시아 |      |
| 1975 세부정보 | 자카르타, 인도네시아 | 인도네시아 | 5–2    | 일본       |      |
| 1978          | 오클랜드, 뉴질랜드   | 일본       | 5–2    | 인도네시아 |      |
| 1981          | 도쿄, 일본           | 인도네시아 | 6–3    | 일본       |      |

### 1984-1988년
| 1984 세부정보 | 쿠알라룸푸르, 말레이시아 | 중화인민공화국 | 5–0 | 잉글랜드   | 인도네시아 | 5–0 | 덴마크 |
| 1986 세부정보 | 자카르타, 인도네시아     | 중화인민공화국 | 3–2 | 인도네시아 | 대한민국   | 3–2 | 일본   |
| 1988 세부정보 | 쿠알라룸푸르, 말레이시아 | 중화인민공화국 | 5–0 | 대한민국   | 인도네시아 | 5–0 | 일본   |

### 1990년 이후
| 1990 세부정보 | 나고야 및 도쿄, 일본     | 중화인민공화국 | 3–2 | 대한민국       | 인도네시아 | 일본       |
| 1992 세부정보 | 쿠알라룸푸르, 말레이시아 | 중화인민공화국 | 3–2 | 대한민국       | 스웨덴     | 인도네시아 |
| 1994 세부정보 | 자카르타, 인도네시아     | 인도네시아     | 3–2 | 중화인민공화국 | 스웨덴     | 대한민국   |
| 1996 세부정보 | 홍콩                     | 인도네시아     | 4–1 | 중화인민공화국 | 대한민국   | 덴마크     |
| 1998 세부정보 | 홍콩, 특별행정구         | 중화인민공화국 | 3–2 | 인도네시아     | 덴마크     | 대한민국   |
| 2000 세부정보 | 쿠알라룸푸르, 말레이시아 | 중화인민공화국 | 3–0 | 인도네시아     | 대한민국   | 덴마크     |
| 2002 세부정보 | 광저우, 중화인민공화국   | 중화인민공화국 | 3–1 | 대한민국       | 네덜란드   | 인도네시아 |
| 2004 세부정보 | 자카르타, 인도네시아     | 중화인민공화국 | 3–1 | 대한민국       | 일본       | 덴마크     |
| 2006 세부정보 | 센다이 및 도쿄, 일본     | 중화인민공화국 | 3–0 | 네덜란드       | 독일       | 중화민국   |
| 2008 세부정보 | 자카르타, 인도네시아     | 중화인민공화국 | 3–1 | 인도네시아     | 대한민국   | 독일       |
| 2010 세부정보 | 쿠알라룸푸르, 말레이시아 | 대한민국       | 3–1 | 중화인민공화국 | 인도네시아 | 일본       |

## 주요 강국
지금까지 오직 5개 국가만이 우버 컵에서 우승했다. 중국이 11회 우승으로 독보적인 우위를 점하고 있으며, 다음으로 인도네시아와 일본이 4회, 미국이 3회, 그리고 대한민국이 1회 우승하였다. 역대 우버 컵 대회는 아시아 및 북아메리카 지역에서만 열렸다.
역대 대회 중 한 번이라도 결승에 진출한 적이 있는 국가는 모두 8개국이다. 대한민국은 결승에 6번 진출해 5번 모두 중국에 패했지만 2010년에 중국에 이겨 우승하였다. 그외 결승 진출국으로는 네덜란드, 덴마크, 잉글랜드가 있으며, 4강 진출 전력이 있는 국가로 중화민국, 독일, 스웨덴이 있다.
| 국가           | 우승                                                                   | 준우승                                        |
| -------------- | ---------------------------------------------------------------------- | --------------------------------------------- |
| 중화인민공화국 | 11 (1984, 1986, 1988, 1990, 1992, 1998, 2000, 2002*, 2004, 2006, 2008) | 2 (1994, 1996)                                |
| 인도네시아     | 4 (1975*,1981, 1994*, 1996)                                            | 7 (1969, 1972, 1978, 1986*, 1998,2000, 2008*) |
| 일본           | 4 (1966, 1969*, 1972*, 1978)                                           | 2 (1975, 1981*)                               |
| 미국           | 3 (1957, 1960*, 1963*)                                                 | 1 (1966)                                      |
| 대한민국       | 1 (2010)                                                               | 5 (1988, 1990, 1992, 2002, 2004)              |
| 덴마크         |                                                                        | 2 (1957, 1960)                                |
| 잉글랜드       |                                                                        | 1 (1963)                                      |
| 네덜란드       |                                                                        | 1 (2006)                                      |

* = 개최국

## 결선 진출국

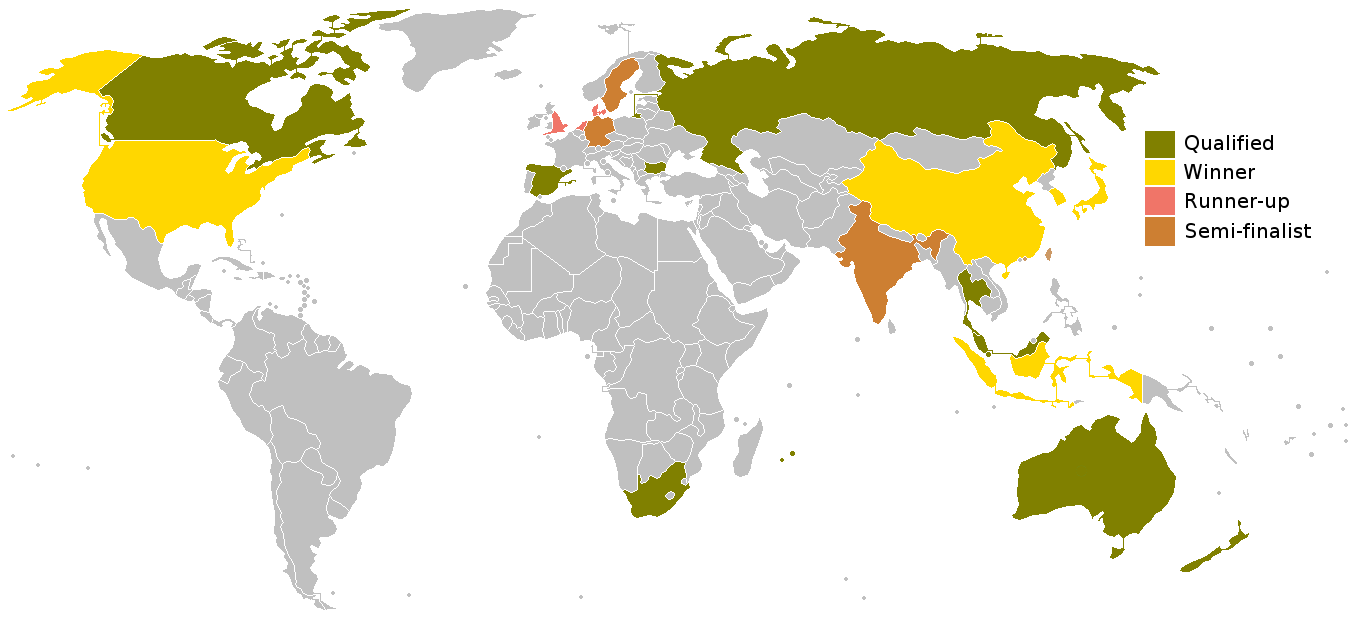
우버 컵 최종 결선에 1회 이상 참가한 국가들을 표시한 그림.

2008년을 기준으로 총 21개 국가가 우버 컵 최종 결선에 1회 이상 출전하였다. 아시아가 10개국으로 가장 많고, 그 다음으로 유럽에서 6개국이 결선에 올랐다. 아메리카와 오세아니아에서는 각각 2개국이 참가했으며, 아프리카에서는 오직 남아프리카 공화국만이 결선에 진출한 경력이 있다.
| 19회 - 인도네시아 - 일본 15회 - 덴마크 13회 - 중화인민공화국 - 잉글랜드 - 대한민국 9회 - 캐나다 - 네덜란드 | 8회 - 말레이시아 - 미국 6회 - 뉴질랜드 5회 - 스웨덴 - 홍콩 4회 - 독일 | 3회 - 오스트레일리아 - 남아프리카 공화국 2회 - 인도 - 러시아 - 태국 - 중화민국 1회 - 싱가포르 |  |